# Biserica de lemn din Ciulpăz

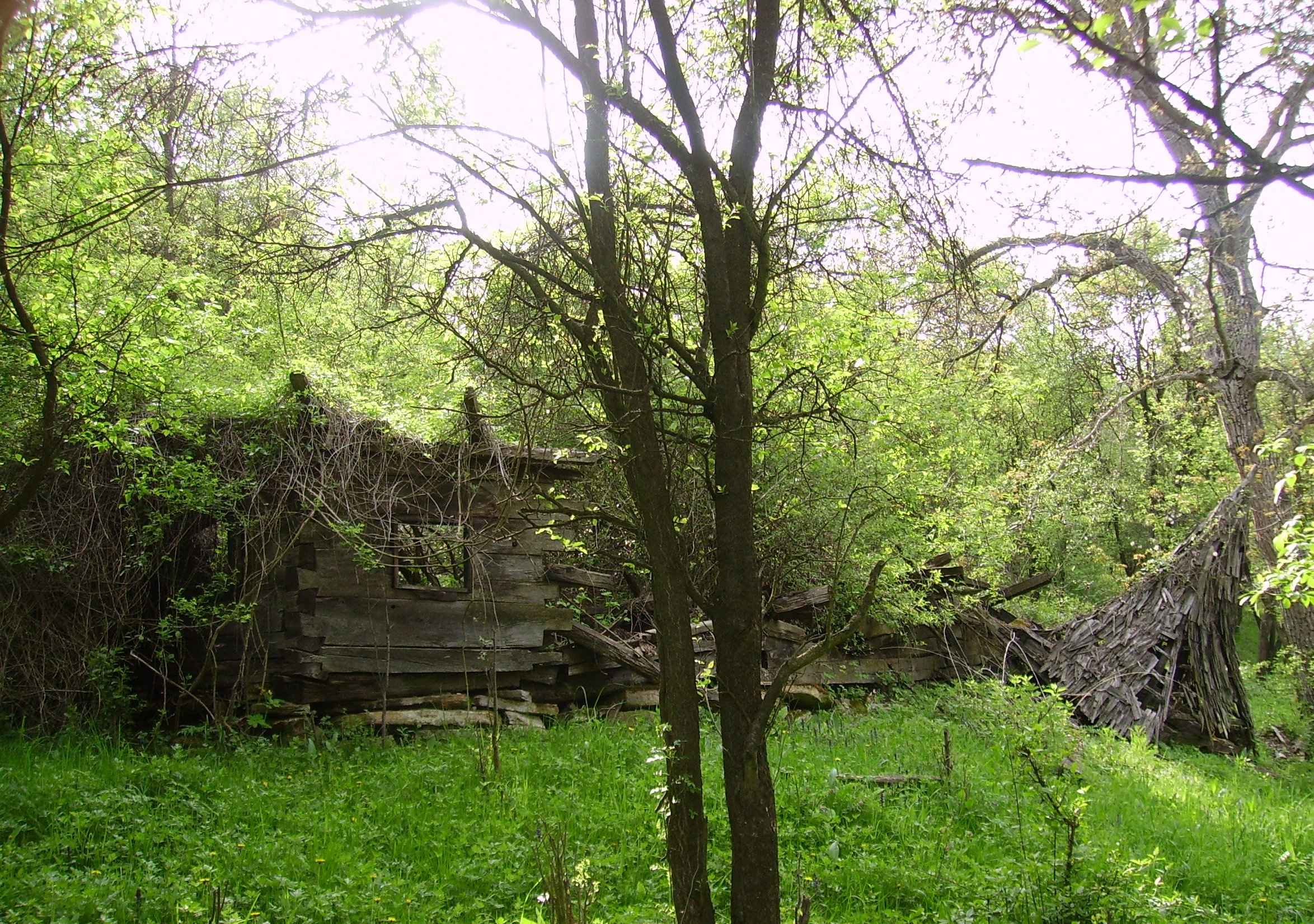
Ruinele bisericii de lemn din Ciulpăz

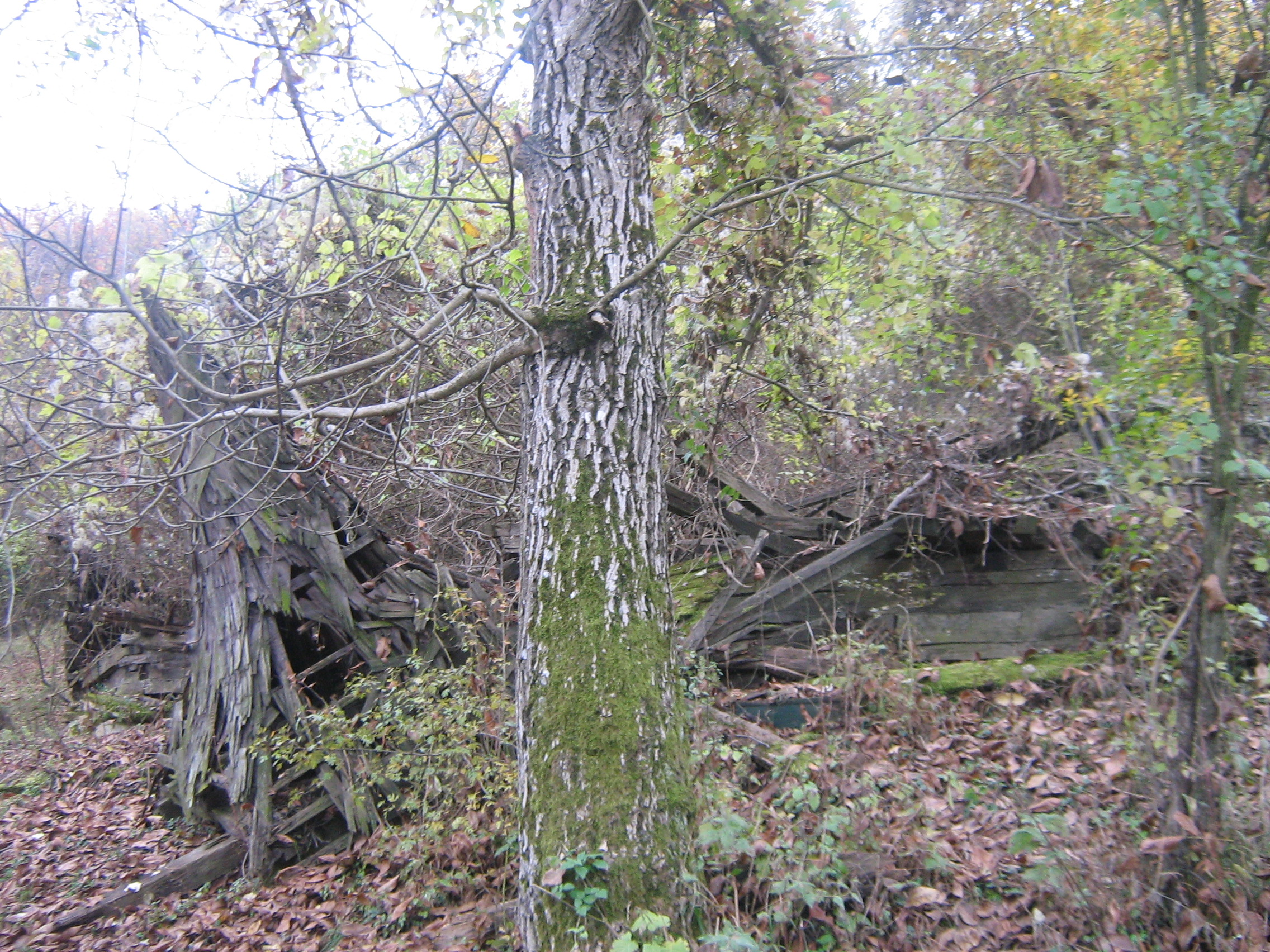
Ruinele bisericii de lemn din Ciulpăz

Biserica de lemn din satul Ciulpăz, comuna Peștișu Mic, județul Hunedoara a fost ridicată în secolul XVIII. Are hramul „Cuvioasa Paraschiva”. Biserica nu se află pe noua listă a monumentelor istorice.

## Istoric și trăsături
Comuna Pestișu Mic păstrează trei edificii ecleziastice de lemn; din nepăsarea obștilor sătești și a autoritaților abilitate, două dintre acestea, din păcate, s-au prăbușit. Situat pe o culme învecinată, satul Ciulpăz din comuna Pestișu Mic a fost deservit liturgic până în urmă cu peste trei decenii, de o bisericuță de lemn, cu hramul „Sfântul Ierarh Nicolae”; dezafectată cultului în anul 1977, aceasta se prezintă astăzi ca o jalnică ruină. Bolta edificiului s-a prăbușit în 1996; în anul 2007 a venit rândul turnului clopotniță scund, cu foișor deschis și coif piramidal ușor evazat. Era un lăcaș de plan dreptunghiular, cu absida nedecroșată; forma heptagonală a altarului trădează influențe ale arhitecturii ecleziastice (poate chiar prezența unor meșteri constructori) din Banatul învecinat. Accesul la interior se făcea printr-o singură ușă, amplasată pe latura vestică. Informații referitoare la prezența vreunor fragmente picturale nu s-au păstrat. La acoperiș s-a păstrat șița clasică. Lăcașul, supus unei ample reparații în anul 1910 (urmată de slujba de sfințire), fusese ctitorit în prima jumatate a secolului al XVIII-lea; conscripțiile anilor 1733, 1750 și 1805, precum și harta iosefină a Transilvaniei (1769-1773) îi confirmă vechimea.